# Distretto di Dar'ganga
Il distretto di Dar'ganga è uno dei tredici distretti (sum) in cui è suddivisa la provincia di Sùhbaatar, in Mongolia. Conta una popolazione di 639 abitanti (censimento 2009). 